# 大久保教翅
大久保 教翅（おおくぼ のりのぶ）は、駿河松長藩の第5代藩主、のちに相模荻野山中藩の初代藩主。荻野山中藩大久保家5代。

## 生涯

### 松長藩主
明和2年（1765年）、初代松長藩主・大久保教寛の四男・大久保教平の子で3000石を領した旗本・大久保教近の長男として生まれる。安永2年（1773年）に本家筋にあたる第4代松長藩主・教倫が嗣子無くして死去したため、その養子として家督を継いだ。天明2年（1782年）12月、従五位下、中務少輔に叙任される。天明3年（1783年）10月6日、陣屋を松長から荻野山中に移す（荻野山中陣屋）。荻野山中藩の初代藩主となり、同時に参勤交代義務化の大名となった。

### 荻野山中藩主
荻野山中に移った後、苦しい藩財政を再建するため、倹約や知行借上げなどを積極的に行なうが、効果はなかった。ほかにも学問・武芸を奨励している。
寛政8年（1796年）7月9日に死去した。享年32。跡を長男・教孝が継いだ。

## 系譜
父母
- 大久保教近（実父）
- 松浦到の娘（実母）
- 大久保教倫（養父）

正室
- 貞光院 ー 前田利尚の娘（後に離婚）

子女
- 大久保教孝（長男）
- 田中勝豊の養女
- 中川忠昌室